# Santianna
Santianna, conosciuto anche come  "Santiana", "Santy Anna", "Santayana", "Santiano", "Santy Anno" e altre varianti, è un canto marinaresco che fa riferimento al generale Antonio López de Santa Anna, 8º Presidente del Messico.

## Origini
Il canto, conosciuto fin dagli anni 1850, ha come tema principale gli eventi della guerra messico-statunitense, che vedevano contrapposti il generale messicano Antonio López de Santa Anna e il generale statunitense Zachary Taylor.
Il testo tuttavia non è storicamente accurato: sia la battaglia di Monterrey che quella del Molino del Rey furono vittorie statunitensi e non messicane. Alcuni studiosi ritengono che questa tradizione sia stata diffusa dai marinai britannici che disertarono le loro navi per unirsi alle forze di Santa Anna.

## Testo
Come ogni canto marinaresco, anche Santianna ha diverse versioni. Quella più popolare, ripresa dal musicista folk Stan Hugill è riportata di seguito:
O! Santianna gained the day
Away Santianna!
And Santianna gained the day
All across the plains of Mexico!
He gain'd the day at Molly-Del-Rey*.
Away Santianna
An' General Taylor ran away
All across the plains of Mexico
All of his men were brave an' true.
Away Santianna
Ever soldier brave and true
All across the plains of Mexico
Oh Santiana fought for fame
Away Santianna
An' Santiana gained a name
All across the plains of Mexico
*Monterrey o Molino del Rey
Hugill ritiene che vi fossero diverse varianti per il ritornello, tra cui:
Primo ritornello:
Heave and weigh Santiana
Hooray Santiana
And away Santiana
Hooraw boys, hooraw ho
Horoo Santy Ana
'Way Santiana
Secondo ritornello:
Heave away, hurra for roll-an'-go
All on the plains of Mexico
Heave an' weigh, we're bound for Mexico
All across the plains of Mexico
All along the shores of Mexico
Along the plains of Mexico
On the banks and plains of Mexico
Around the Bay o' Mexico
All along the coasts of Mexico
Upon the plains of Mexico